# Gare de Summerside
La gare de Summerside (anglais : Summerside Station) est une ancienne gare ferroviaire à Summerside à l'Île-du-Prince-Édouard (Canada). Elle a été construite en 1927 par le Canadien National en remplacement de la première gare construite dans les années 1870. Elle a ensuite servie jusqu'à la fermeture du chemin de fer sur l'île en 1989. En 1990, elle a été convertie en bibliothèque publique à la suite d'une campagne du Rotary Club. Elle conservera cet usage jusqu'en 2016. Depuis 2018, elle loge une microbrasserie.
La gare a été enregistrée comme lieu historique par la ville de Summerside en 2007.

## Histoire
La gare de Summerside a été construite en 1927 dans le but de remplacer la gare précédente qui était rendue désuète. L'ancienne station a été déplacé au sud des rails. Le l'architecte du Canadien National, M. Crudge, a rencontré l'architecte Charles Benjamin Chappell et le l'entrepreneur Percy Tanton pour concevoir les plans. La construction a été fait par l'entrepreneur Howard N. Price and le contremaître Colin Cameron de Moncton, avec comme requête de prendre le plus de main d’œuvre que possible.  
La gare faisait partie d'un plus vaste complexe ferroviaire du Canadien National, qui comprenait un grand hangar à marchandises construit en 1907, un château d'eau construit en 1928 et un atelier ferroviaire situé à l’approche des quais, près des entrepôts. Le second étage de la gare, qui n'avait pas de vocation particulière lors de la construction, a été aménagé en logement pour les machinistes ferroviaires. À un moment donné, une annexe a été construite vers l'est pour agrandir la salle des bagages. 
À partir de la fin des années 1940, le Canadien National décide de regrouper le service de passager et de marchandise. L'achalandage sur l'île continue à diminuer et le service passager prend fin en octobre 1969. Quant au service de marchandise, il prend fin en décembre 1989.
À la suite de la fermeture du chemin de fer, la survie de la gare devient un enjeu de préoccupation local. En 1991, le Rotary Club mène une campagne pour la convertir en bibliothèque publique. Le gouvernement provincial fait l'acquisition de la gare en 1994. Elle est louée à l'organisme Friends of the Rotary Regional Library en 1995, et celui en fait l'acquisition en avril 2000. La ville de Summerside décide d'assurer les frais d'exploitation et elle achète la gare en 2005.
La bibliothèque déménage dans le bureau de poste de Summerside du 57 Central Street en décembre 2016 dans le but de doubler sa superficie. En 2017, elle est achetée par un entrepreneur local qui la rénove et ouvre une microbrasserie en 2018.
La gare de Summerside a été enregistrée comme lieu historique par la ville de Summerside le 4 décembre 2007.

## Patrimoine ferroviaire

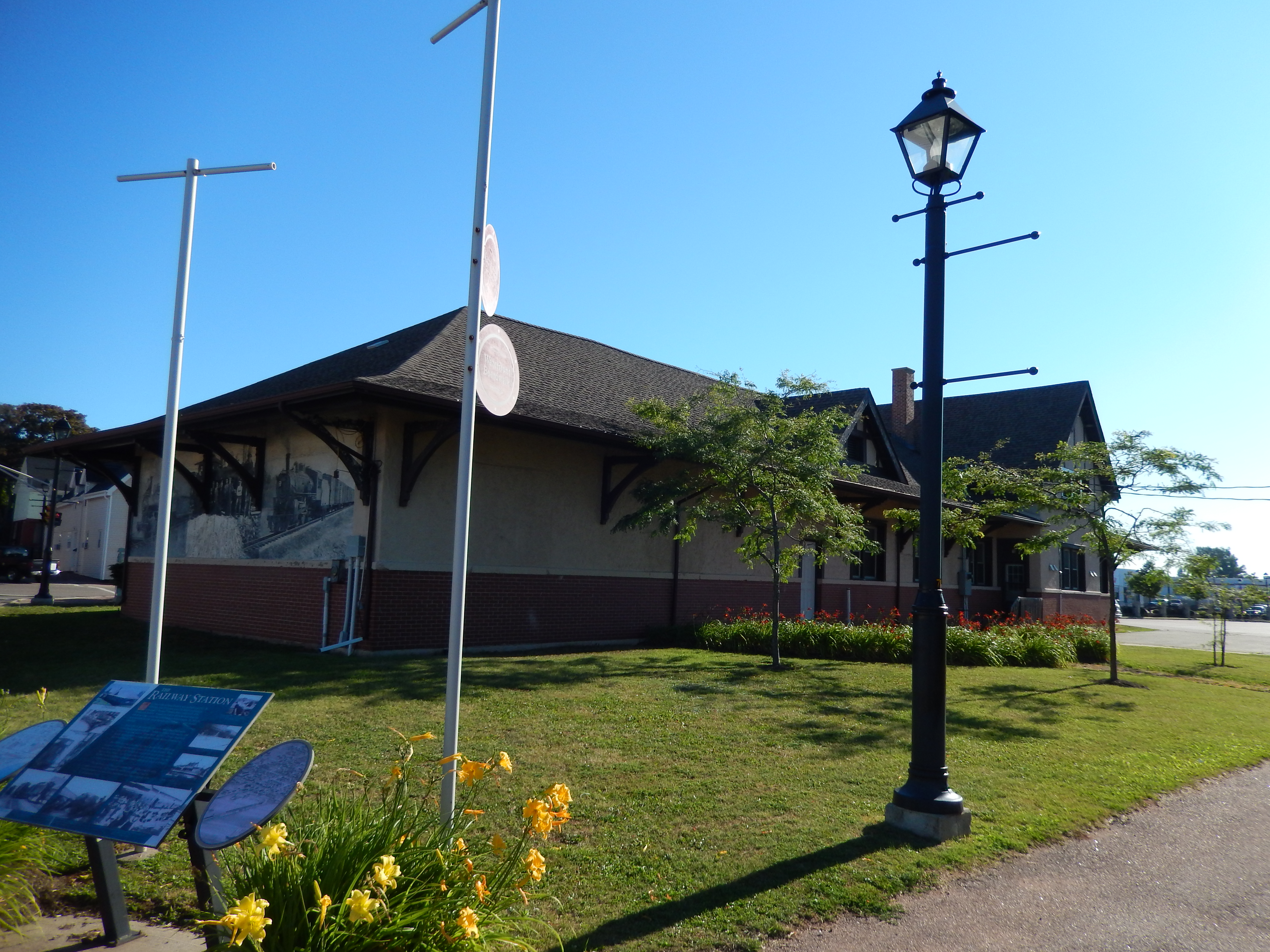
Gare de Summerside vue du sentier de la Confédération.

La gare de Summerside est une gare d'un étage et demi avec un toit en croupe et une section centrale avec un pignon transversal au niveau du second étage. Il y a des lucarnes triangulaire sur les versant parallèle à l'ancienne voie ferroviaire. Elle a de large avant-toit de 1,8 m de large des quatre côté suporté par des coudes. La base du revêtement est en brique et le reste est en stuc. Des poutres reprenant le style Tudor décorent le pignon et les lucarnes. 
À l'origine, l'intérieur était aménagé d'une salle d'attente, d'une autre salle d'attente réservée aux femmes, d'une billetterie et d'une billetterie express, une salle de bagages et un bureau de la Western Union Telegraph.